# Kitesurf

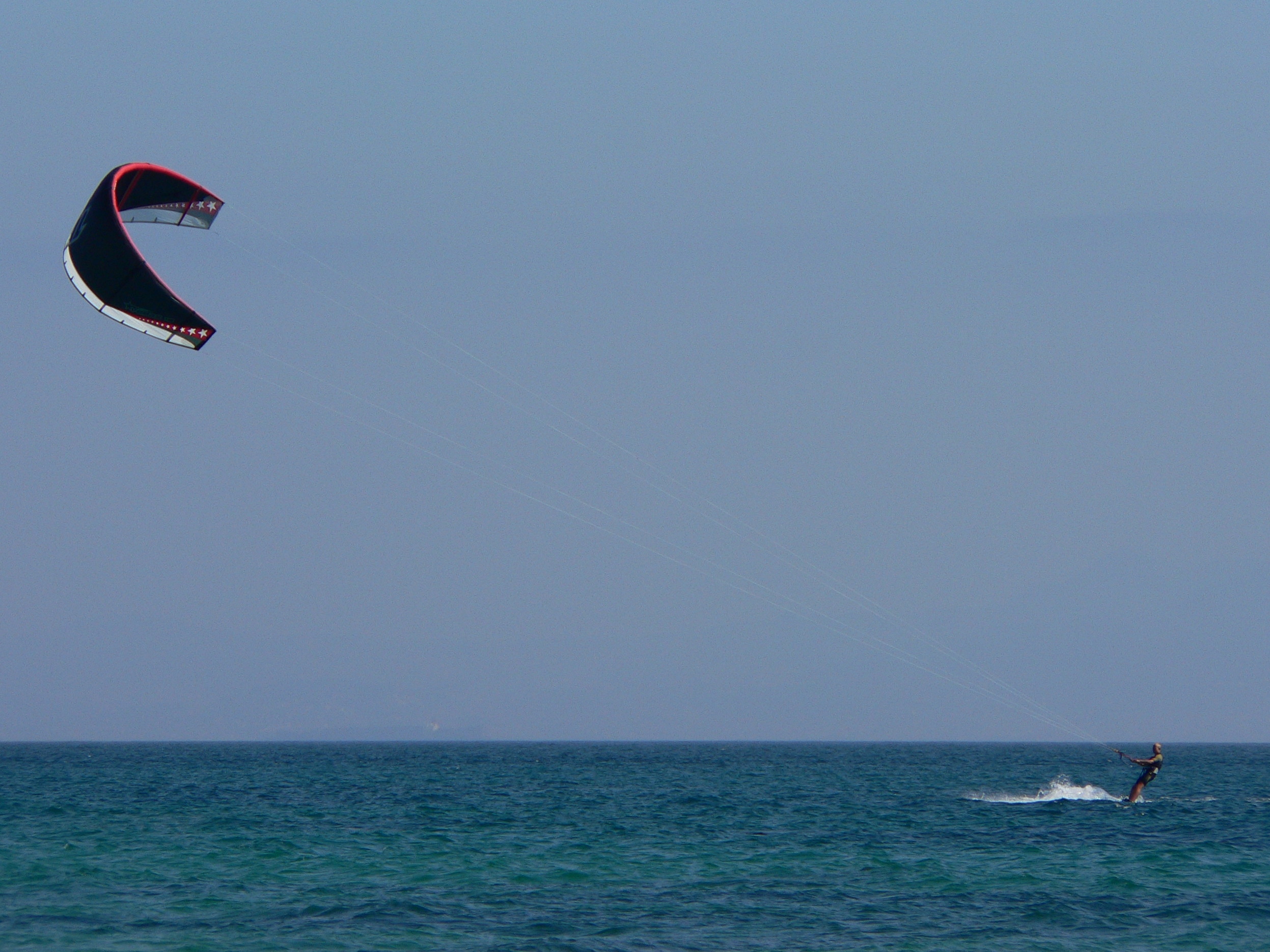
Kitesurfista

El kitesurf o kitesurfing (llamado en ocasiones kiteboarding o flysurfing; también se ha propuesto la adaptación tablacometa) es un deporte de deslizamiento que consiste en el uso de una cometa de tracción (kite, del inglés), que tira del deportista (kitesurfista) por cuatro o cinco líneas, dos fijas a la barra (de dirección), y las dos o tres restantes (de potencia) pasan por el centro de la barra y se sujetan al cuerpo mediante un arnés, permitiendo deslizarse sobre el agua mediante una tabla (bidireccional o twintip, tabla de surf, tabla de race o hydrofoil).
Se pueden practicar varias modalidades; saltos y maniobras (estilo libre), regatas entre boyas (race) y surf en olas (surfkite).

## Equipo

Kitesurf en Tarifa, España

El equipo básico de kitesurf se compone de:
1. Cometa
2. Barra de dirección
3. Arnés de KiteSurf
4. Tabla
5. Líneas de 4 o 5 líneas (cuerdas de sujeción a la cometa)
6. Línea de seguridad del arnés a la barra
7. Leash de seguridad
8. Inflador (bomba o eléctrico)

También sirve contar con herramientas que permitan consultar la velocidad y la dirección del viento.

## Seguridad

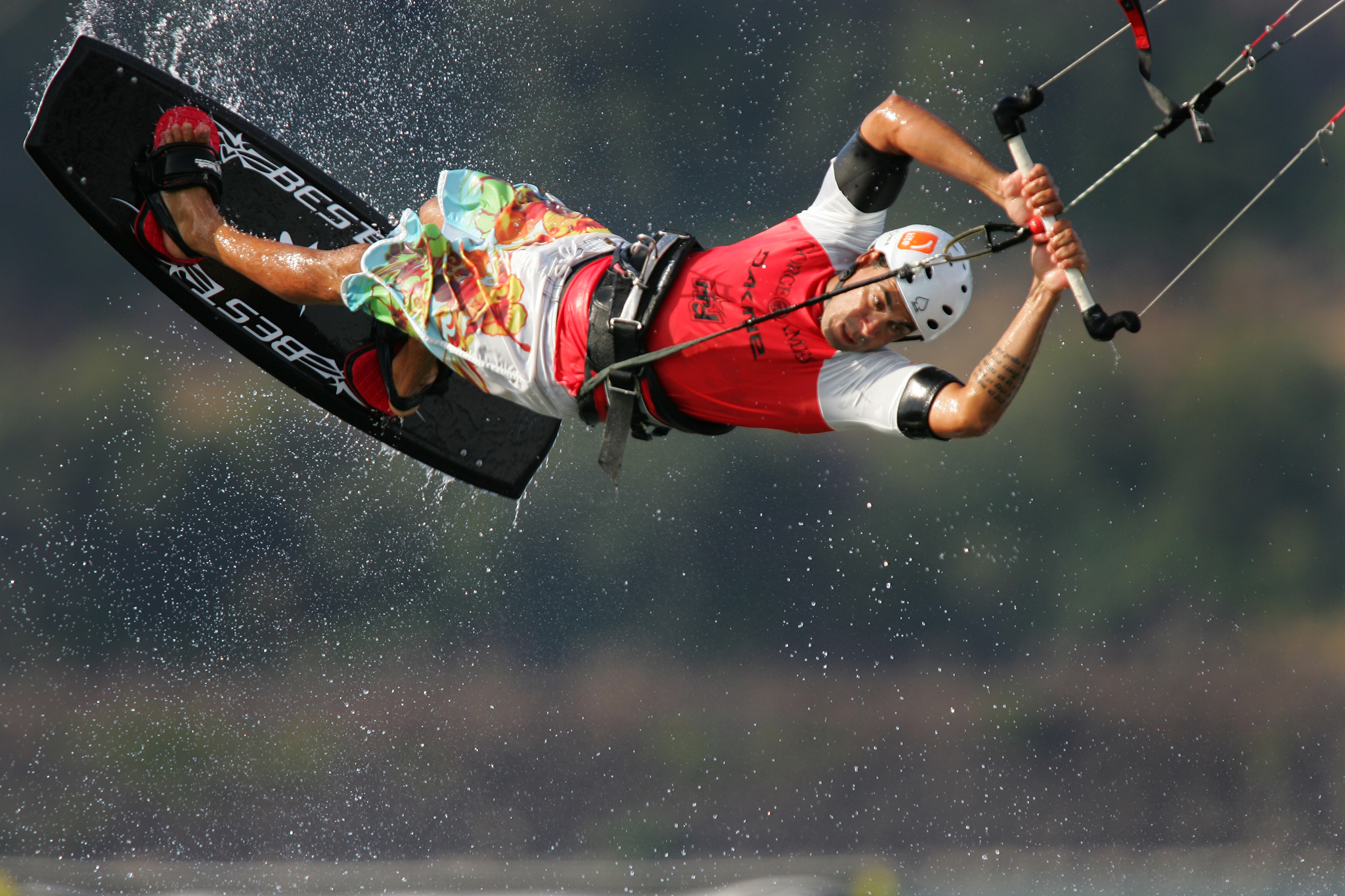
Kitesurfista realizando un salto

No se recomienda la práctica del kite con viento de tierra (off-shore), porque si hubiera algún tipo de percance, la cometa no nos dejaría volver a la orilla. En España existen sitios específicos donde con viento de tierra donde sí se puede navegar, como es el levante en la playa de Valdevaqueros en Tarifa, Cádiz y la playa de Sotavento en Jandía, Fuerteventura. Lo ideal son vientos siempre de dirección del mar, llamados On Shore o los que viene en dirección paralelo a la orilla llamados Side Shore. Según la dirección del viento elegiremos una playa u otra, en la provincia de Cádiz hay playas para todos los vientos.
El equipo básico contiene distintos elementos de seguridad. El tándem cometa-barra es el que más elementos contiene. En caso de que sople un viento demasiado fuerte con el que la cometa se pueda descontrolar y pueda arrastrar, la unión al arnés llamada chickenloop tiene una anilla de seguridad que permite soltar la cometa del cuerpo. Es solo entonces cuando actúa la quinta línea, opcional, que evita que la cometa se aleje y se extravíe.
A través de la barra pasan unas líneas, dando un margen para que la barra pueda pegarse más al cuerpo o alejarse, esta acción influye ligeramente en la cometa haciéndola más o menos sensible al viento (captando más o menos viento), es por sí una medida de seguridad, ya que se puede regular la cometa cuando vienen rachas fuertes de viento. Las cometas de dos líneas no tienen este sistema, hoy en día imprescindible (por eso están en desuso).

## Historia
Aunque la práctica de este deporte de manera extendida es muy reciente, se tiene conocimiento que desde el siglo XII, en China e Indonesia, se usaban cometas para arrastrar pequeñas embarcaciones. A principios de siglo XIX, el inventor británico George Pocock patentó un sistema de tracción con cometas para carros y embarcaciones. Realizó varias pruebas y batió varios récords. Sus barcos podían navegar en rumbos a menos de 90 grados contra la dirección del viento. En noviembre de 1903, el inventor estadounidense Samuel Cody atravesó en Canal de la Mancha navegando con cometas. En 1970, el inglés Peter Powel inventó la cometa de dos líneas, y construyó una cometa en forma de delta con la que navegó en pequeños botes. No es, sin embargo, hasta 1977 cuando Gijsbertus Adrianus Panhuise patenta un sistema de navegación sobre una tabla de surf traccionada por una especie de paracaídas, convirtiéndose así en el padre de este deporte.
En Indonesia es una cultura y un arte, los diseños son amplios y variados; en estas zonas es donde se encuentra la industria de kiteboarding.

## Protagonistas del kitesurf en España
El 26 de agosto de 2007, Gisela Pulido se convirtió por cuarta vez campeona del mundo, y en su primera temporada en el circuito profesional, a falta de dos pruebas para la finalización del campeonato.

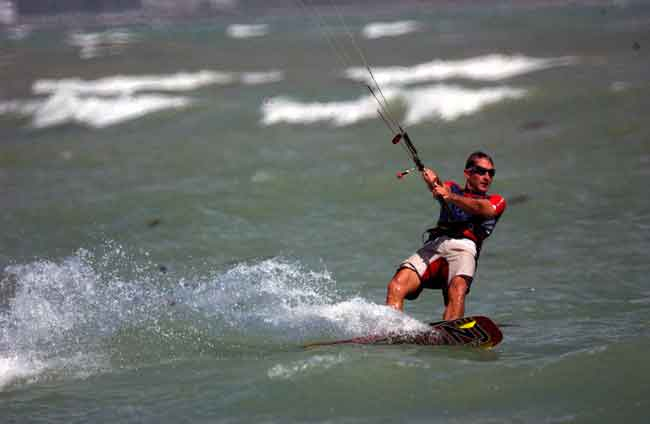
El kitesurfer va unido a la cometa por unas líneas fijadas a un arnés.

Otro referente en España es Abel Lago, proclamándose en el 2007 campeón del mundo en la modalidad de olas en el Kiteboard Pro World Tour. Y en el 2008, subcampeón en la misma modalidad.
También cabe destacar como protagonista del kitesurf en España a Alex Pastor (actualmente el primero del ranking PKRA en la modalidad de Freestyle). Y a Álvaro Onieva, dueño de la marca de tablas Ride Clash que estuvo varios años en el top 3 del Campeonato del mundo (PKRA).
Otra deportista a destacar es Carla Herrera-Oria, subcampeona mundial de kitesurf en la temporada 2018 y finalmente campeona mundial de kitesurf en 2019 en la modalidad strapless, siendo una de las pioneras de la disciplina.

## Entornos
El kitesurf en el agua incluye el estilo libre y el big air con una tabla de kitesurf similar a una tabla de wakeboard, el kitesurf en olas con pequeñas tablas de surf con o sin footstraps o fijaciones, el foiling y el speed kiting.
El kite en tierra necesita una tabla de montaña corta y ligera, buggies con dirección en los pies, patines, o tablas de arena para el kite en arena, que también se conoce como "sand kiting". Es un gran entrenamiento cruzado para el kitesurf, ya que muchos de los mecanismos para el control de la cometa se transfieren al uso en el agua.
Para el snowkite se utilizan esquís o tablas de snowboard sobre nieve.

## Tipos de cometas (kites)

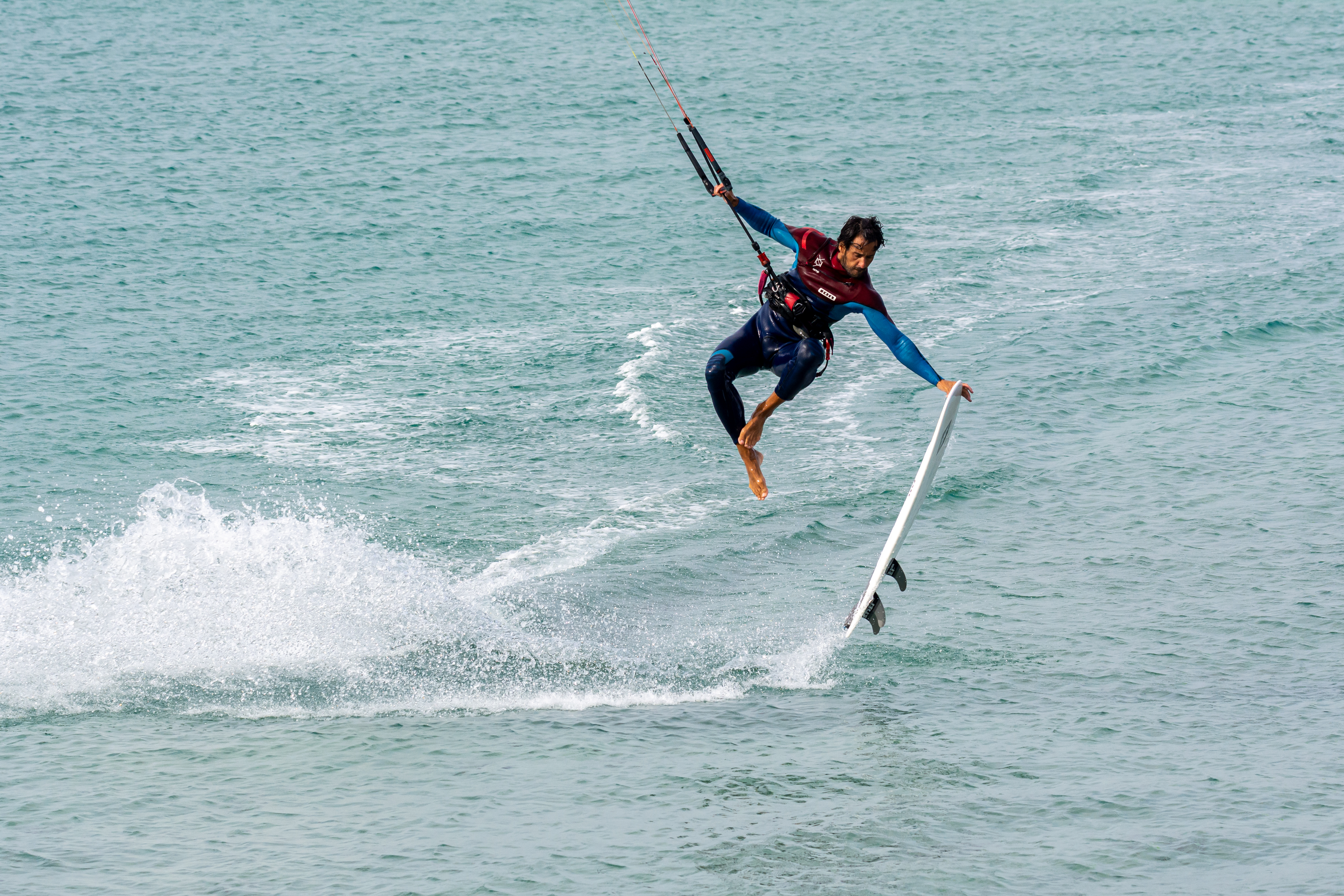
Strapless kitesurfer, Los Lances, Tarifa

Existen varios tipos de cometas según el modo de navegación que se quiera realizar y atendiendo a esto existen una serie de tipos de cometas especializadas para cada caso. Entre los tipos existentes tenemos el tipo «Delta», híbrida, «Bow», tipo «C» y «Foil»:
1. Tipo «Delta»: Son cometas con mucho rango de viento especialmente destinadas para principiantes.
2. Tipo «Bow» o planas: Son recomendables para iniciarse al kitesurf y para nevegación con vientos racheados. Otorgan una mayor versatilidad.
3. Tipo «C»: Tienen forma semicircular. Son cometas destinadas para un modo de navegación llamado Freestyle por lo que son cometas de nivel avanzado. Son cometas potentes y rápidas con un rango de viento más reducido que las «Bow».
4. Tipo híbridas: Son una mezcla de las anteriores citadas por lo que aúnan potencia y versatilidad y un control más sencillo.
5. Tipo «Foil»: Son parecidas a los parapentes. Poseen dos capas de pano divididas por varias células, que se inflan de aire con el viento que ingresa a través de las válvulas frontales y forman su perfil. Tienen buena tracción. Algunos modelos se arman rápidamente. Generalmente son más resistentes a los impactos.

## Tipos de tablas para kiteSurf

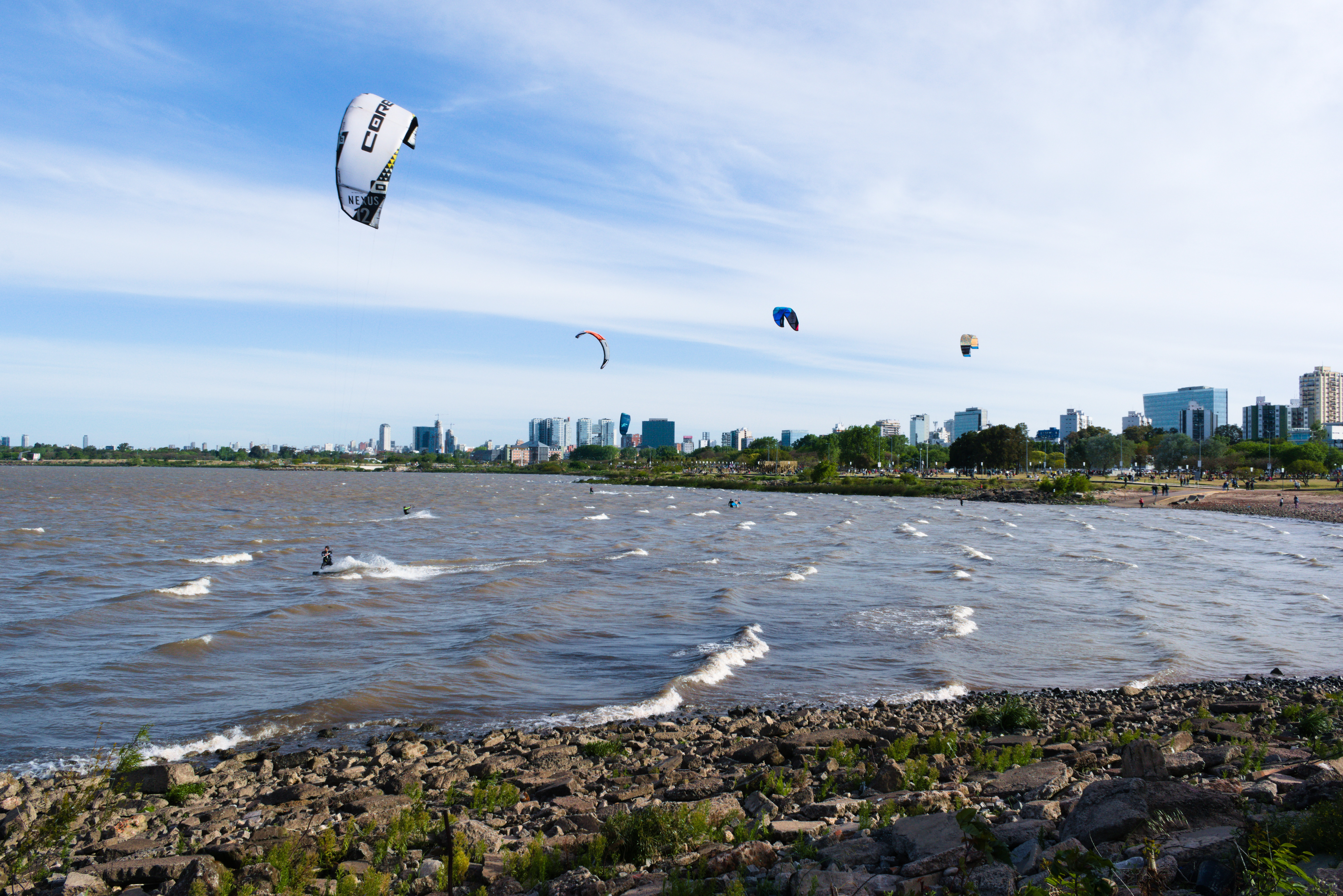
Practicando Kitesurf en el Río de la Plata. Al fondo se observa la ciudad de Buenos Aires.

La tabla es un elemento que debemos tener muy en cuenta si queremos progresar rápidamente en los inicios del deporte.
Las tablas más utilizadas son las TwinTip, que son tablas exclusivas y creadas únicamente para el kitesurf. Son tablas bidireccionales, lo que quiere decir que su navegación será igual en ambos sentidos. Solamente necesitamos cambiar el rumbo para ir en un sentido u otro.
Otras tablas muy utilizadas en diferentes disciplinas del kitesurf es la tabla direccional o tabla de surf. Esta en cambio es una tabla que solamente navega en una dirección, teniendo que modificar la posición de los pies para cambiar el rumbo.

## Equipamiento

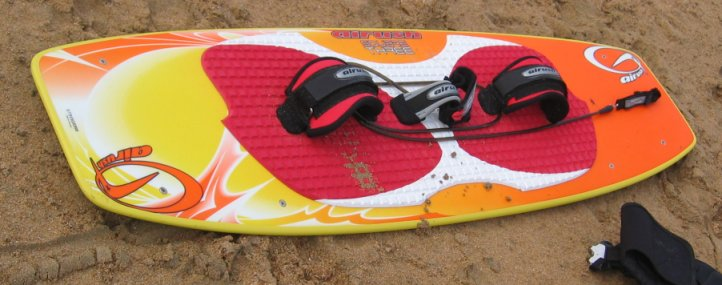
Kite-board

Con el desarrollo de los mercados de artículos de segunda mano en Internet, el material de kitesurf usado pero fiable se ha abaratado mucho, lo que reduce significativamente la barrera para la adopción de este deporte. Además, este deporte es cómodo de transportar y guardar, ya que las cometas son plegables y las tablas más pequeñas que la mayoría de las tablas de surf y remo.